# Fußball-Oberliga Westfalen
Die Oberliga Westfalen ist die höchste Spielklasse des Fußball- und Leichtathletik-Verbandes Westfalen im Fußball und die fünfthöchste im deutschen Ligensystem.
Von 1978 bis 1994 war sie auf der dritthöchsten Ebene angesiedelt. Mit der Wiedereinführung der Regionalliga war sie nur noch die vierthöchste Spielklasse. Im Jahr 2008 wurde sie wie die Oberliga Nordrhein zu Gunsten der NRW-Liga aufgelöst. Durch die erneute Regionalligareform im Jahre 2012 wurde die Oberliga Westfalen als fünfthöchste Spielklasse wieder eingeführt.
Rekordmeister der Oberliga Westfalen ist Preußen Münster mit fünf Meisterschaften. Amtierender Titelträger sind die Sportfreunde Lotte.

## Geschichte

### Vorgeschichte
Seit 1956 war die zweigleisige Verbandsliga Westfalen die höchste Spielklasse in Westfalen. Die beiden Staffelsieger spielten den Westfalenmeister aus, der sich für die Aufstiegsrunden zur II. Division (bis 1962) bzw. Regionalliga (bis 1965) qualifizierte. Von 1966 bis 1973 nahmen beide westfälischen Staffelsieger an der Regionalliga-Aufstiegsrunde teil. Nachdem im Jahre 1974 die Regionalligen zu Gunsten der 2. Bundesliga aufgelöst wurden, stellte sich schnell heraus, dass die zweigleisige Verbandsliga keinen idealen Unterbau darstellte.
Somit wurden im Jahre 1978 bundesweit die Amateur-Oberligen als dritthöchste Spielklasse eingeführt. Als Vorbild dienten die bereits seit 1974 bestehenden Oberligen Nord und Berlin. Der westfälische Verband legte fest, dass die ersten acht der beiden Verbandsligen der Spielzeit 1977/78 automatisch qualifiziert sind. Die Tabellenneunten und -zehnten ermittelten in Hin- und Rückspiel weitere Teilnehmer. Dazu kamen evtl. Absteiger aus der 2. Bundesliga.
Schließlich qualifizierten sich die folgenden Mannschaften für die Saison 1978/79:
- aus der 2. Bundesliga Nord: SC Herford
- aus der Verbandsliga Westfalen Staffel 1: Ahlener SV, SpVg Beckum, Bünder SV, SpVg Emsdetten 05, FC Gütersloh, TSG Harsewinkel, 1. FC Paderborn, VfB Rheine, TuS Schloß Neuhaus
- aus der Verbandsliga Westfalen Staffel 2: VfB Altena, SpVgg Erkenschwick, VfL Gevelsberg, SV Holzwickede, SuS Hüsten 09, DJK Hellweg Lütgendortmund, Eintracht Recklinghausen, Sportfreunde Siegen

### Die frühen Jahre (1978 bis 1984)
Am 13. August 1978 nahm die Oberliga Westfalen unter dem Namen Amateur-Oberliga Westfalen ihren Spielbetrieb auf. In den ersten beiden Spielzeiten durfte der Meister direkt in die 2. Bundesliga Nord aufsteigen, während die zwei letztplatzierten Mannschaften absteigen mussten. Den ersten Meistertitel sicherte sich der SC Herford mit einem Punkt Vorsprung auf den TuS Schloß Neuhaus. Die Entscheidung fiel erst eine Woche nach dem letzten Spieltag. Das Spiel des SC Herford beim VfB Rheine, welches Rheine mit 3:2 gewann, wurde wegen Zuschauerausschreitungen annulliert und neu angesetzt. Durch das torlose Remis wurde Herford Meister. Bei einer Niederlage wäre Schloß Neuhaus wegen des besseren Torverhältnisses Meister geworden.
Ein Jahr später holte die SpVgg Erkenschwick die Meisterschaft. Im Jahre 1981 wurde die 2. Bundesliga von zwei auf eine Staffel verkleinert. Dadurch setzte der DFB den Aufstieg in die 2. Bundesliga aus. Leidtragender war der 1. FC Paderborn, der als Meister nur an der Deutschen Amateurmeisterschaft teilnehmen durfte und das Halbfinale erreichte. Da aus der 2. Bundesliga vier westfälische Mannschaften absteigen mussten, spielte die Amateur-Oberliga Westfalen in der Saison 1981/82 mit 21 Mannschaften.
Von 1982 bis 1994 durften die Oberligameister nicht mehr direkt aufsteigen, sondern mussten an der Aufstiegsrunde teilnehmen. Der Vizemeister nahm an der Deutschen Amateurmeisterschaft teil. Meister TuS Schloß Neuhaus konnte sich in der Aufstiegsrunde durchsetzen. Die Saison 1982/83 brachte das bislang spannendste Saisonfinale. Punktgleich und mit der gleichen Tordifferenz schlossen Eintracht Hamm-Heessen und Rot-Weiß Lüdenscheid die Saison ab. Die höhere Anzahl der erzielten Tore brachte den Hammern die Meisterschaft.

### Skandale in Gütersloh und Hamm (1984 bis 1987)
Die Spielzeit 1983/84 wurde von den Querelen um den FC Gütersloh überschattet. Mit Unterstützung des Haushaltsgeräteherstellers Miele lockte der Verein Ex-Profis wie Volker Graul und Roland Peitsch in das Heidewaldstadion. Beide verdienten als „Pseudo-Amateure“ statutenwidrige Gehälter, weswegen der Verein von Seiten der Presse als „Schlaraffenland der Fußball-Amateure“ bezeichnet wurde. In erster Instanz wurde die Mannschaft in die Verbandsliga strafversetzt. Diese Entscheidung des Gerichts wurde erst in einen Abzug von 25 Punkten und schließlich in eine Geldstrafe abgeschwächt. Trotz der Querelen wurde Gütersloh Meister, scheiterte aber in der Aufstiegsrunde. Vizemeister Eintracht Hamm-Heessen erreichte das Endspiel um die Amateurmeisterschaft, verlor allerdings mit 1:4 beim Offenburger FV.
Ebenfalls 1984 wurde der SC Eintracht Hamm in den Skandal um die Hammer Bank hineingezogen. Der Vereinsvorsitzende Paul Schulte, der zugleich auch Vorstandsvorsitzender der Bank war, wurde in Untersuchungshaft genommen, nachdem bei der Hammer Bank ein Verlust von zunächst über 300 Mio. DM festgestellt wurde, der sich hinterher auf über 1,1 Milliarden DM bilanzierte. Trotzdem sicherte sich die Mannschaft mit drei Punkten Vorsprung auf den DSC Wanne-Eickel erneut die Meisterschaft. Wie zwei Jahre zuvor scheiterte die Hammer Mannschaft jedoch in der Aufstiegsrunde. 1985 erreichte der DSC Wanne-Eickel das Endspiel um die Amateurmeisterschaft, musste sich im Endspiel aber den Amateuren von Werder Bremen mit 0:3 geschlagen geben.

### Münster gegen Ostwestfalen (1987 bis 1994)
Ab 1987 wurde ein neuer Modus im Abstiegskampf eingeführt. Der Drittletzte der Oberliga spielte mit den Vizemeistern der beiden Verbandsligastaffeln im Ligasystem eine Relegation aus. Gleich im ersten Jahr profitierte der SC Hassel von dem neuen Modus und schaffte den Aufstieg in die Oberliga. Die erfolgreichste Mannschaft in der Geschichte der Oberliga Westfalen stellte Preußen Münster in der Saison 1987/88. Mit 54:6 Punkten wiesen die Münsteraner 17 Punkte Vorsprung auf Vizemeister Westfalia Herne auf. Trotz der Überlegenheit scheiterten die Preußen in der Aufstiegsrunde.
Im Jahre 1988 stieg mit Arminia Bielefeld ein langjähriger Bundesligist in die Oberliga Westfalen ab und sorgte in den folgenden sechs Jahren für hohe Zuschauerzahlen. Mit einer stark verjüngten Mannschaft führten die Arminen lange Zeit die Tabelle an, ehe sie am letzten Spieltag noch von Preußen Münster abgefangen wurden. Während die Arminen beim VfB Rheine mit 2:1 verloren reichte den Münsteranern ein torloses Unentschieden beim SC Verl. Den Preußen gelang schließlich noch der Aufstieg in die 2. Bundesliga.
Die Bielefelder dominierten die Spielzeit 1989/90 und holten sich die Meisterschaft. Die Arminen gingen als Topfavorit in die Aufstiegsrunde, scheiterten aber am VfB Oldenburg und dem TSV Havelse. Auch in den folgenden Jahren schlossen die Westfalenmeister erfolglos in der Aufstiegsrunde bzw. der Amateurmeisterschaft ab. Das Ende der Saison 1991/92 wurde vom juristischen Hickhack um den freiwilligen Rückzug des ASC Schöppingen überschattet. Die Münsterländer wollten nach der Saison in die Bezirksliga eingegliedert werden. Der Verband wollte den Verein allerdings in die Kreisliga A einstufen, wogegen der ASC erfolgreich protestierte. Schöppingen wurde schließlich in die Bezirksliga eingeteilt und die Oberliga für eine Saison auf 18 Vereine aufgestockt.
Im Jahre 1994 wurde die Regionalliga wieder eingeführt. Aus der Amateur-Oberliga Westfalen sollten sich sechs Mannschaften für die neue Spielklasse qualifizieren. Die Plätze gingen an den Meister TuS Paderborn-Neuhaus, Preußen Münster, Arminia Bielefeld, die SpVgg Erkenschwick, den SC Verl sowie die Amateure der SG Wattenscheid 09. Münster gewann die Deutsche Amateurmeisterschaft durch einen 1:0-Finalsieg bei den Kickers Offenbach.

### Krisenjahre in der Viertklassigkeit (1994 bis 2008)
Durch die Einführung der Regionalliga wurde aus der Amateur-Oberliga Westfalen die Oberliga Westfalen. Die Abgänge in die Regionalliga wurden durch insgesamt acht Aufsteiger aus der Verbandsliga kompensiert. Die Relegationsrunde zwischen der Ober- und Verbandsliga wurde abgeschafft. Stattdessen trugen die Vizemeister der Verbandsligastaffeln ein Aufstiegsspiel auf neutralem Platz aus. Die Meister der Oberliga stiegen direkt in die Regionalliga auf.
Während in den ersten 16 Jahren der Oberliga Westfalen alle Mannschaften die Saison beenden konnten, kam es ab 1994 zu zahlreichen Rückzügen während der Spielzeit. In der Saison 1994/95 wurde der VfL Gevelsberg ausgeschlossen, nachdem die Mannschaft drei Mal nicht zu den angesetzten Spielen antrat. Ein Jahr später zog sich Blau-Weiß Wewer vom laufenden Spielbetrieb zurück. Auf der anderen Seite der Tabelle machte der Aufsteiger TuS Ahlen Furore. Der vom Kosmetikhersteller LR International gesponserte Verein schaffte als erster den Durchmarsch in die Regionalliga.
Gegen Ende der 1990er Jahre folgten weitere Rückzüge. 1997 ließ sich der VfR Sölde trotz sportlicher Qualifikation in die Landesliga zurückstufen. Während der Spielzeit 1999/2000 meldeten sich zunächst Blau Weiß Post Recklinghausen und dann der SV Rotthausen ab. Wegen der Zusammenlegung der Regionalligastaffeln von vier auf zwei durfte der Meister des Jahres 2000 VfB Hüls nicht direkt aufsteigen. Der Club scheiterte in der Relegationsrunde. Der FC Gütersloh sorgte ebenfalls im Jahre 2000 für hitzige Diskussionen. Nachdem der Verein Insolvenz anmelden und in der Saison 1999/2000 aus der laufenden Regionalligaspielzeit abmelden musste, wurde mit dem FC Gütersloh 2000 ein Nachfolgeverein ins Leben gerufen. Dieser fusionierte mit dem insolventen Vorgänger und konnte dadurch in der Oberliga Westfalen starten. Der Vorstand des Vereins nutzte dabei eine Satzungslücke. Die Vorgänge wurden von den anderen Vereinen heftig kritisiert.
Nachdem im Jahre 2001 dem SC Paderborn 07 die sofortige Rückkehr in die Regionalliga gelang, dominierten die Reservemannschaften der Profivereine die erste Hälfte der 2000er Jahre. Zwischen 2002 und 2006 gingen vier von fünf Titeln an diese Mannschaften. Die Amateure des FC Schalke 04 konnten in der Saison 2002/03 als erste Mannschaft über 100 Tore erzielen. Zu einer kuriosen Situation kam es ein Jahr später, als die zweite Mannschaft der SG Wattenscheid 09 aufgrund des Abstiegs der eigenen ersten Mannschaft in die Oberliga absteigen musste.
Im Frühjahr 2007 regte der Vorsitzende des WFLV Hermann Korfmacher die Einführung einer Oberliga für Nordrhein-Westfalen an, die die beiden Oberligen Westfalen und Nordrhein ablösen sollte. Diese sollte einen starken Unterbau für die ab 2008 dreigleisige Regionalliga bieten. Es wurde festgelegt, dass die ersten vier der Saison 2007/08 in die Regionalliga aufsteigen und dass die Mannschaften auf den Plätzen fünf bis elf sich für die neue NRW-Liga qualifizieren sollten. Die Auflösung der Oberliga Westfalen zu Gunsten der NRW-Liga stieß bei vielen westfälischen Vereinsvertretern auf Skepsis bis Ablehnung.
Preußen Münster gewann schließlich die vorerst letzte Meisterschaft der Oberliga Westfalen und qualifizierte sich mit den Sportfreunden Lotte sowie den zweiten Mannschaften des VfL Bochums und von Schalke 04 für die Regionalliga. Die Plätze für die NRW-Liga nahmen Westfalia Herne, der SV Schermbeck, die DJK Germania Gladbeck, die Hammer SpVg, der Delbrücker SC, der FC Gütersloh 2000 und die zweite Mannschaft von Arminia Bielefeld ein. Gladbeck erhielt jedoch keine Zulassung für die Liga. Die SpVgg Erkenschwick musste Insolvenz anmelden und Rot Weiss Ahlen II verzichtete auf das Nachrücken. Daher nahmen die sportlich nicht qualifizierten Sportfreunde Oestrich-Iserlohn an der NRW-Liga teil.

### Renaissance (seit 2012)
Mit der erneuten Regionalligareform im Jahr 2012 wurde die NRW-Liga wieder aufgelöst. In Westfalen kam es zu einer Wiederbelebung der Oberliga. Automatisch qualifiziert waren die Vereine der NRW-Liga-Saison 2011/12, die den Aufstieg in die Regionalliga entweder sportlich nicht geschafft hatten oder nicht in die Regionalliga aufsteigen durften. Das Feld wurde mit Mannschaften aus den beiden Staffeln der Westfalenliga aufgefüllt. Schließlich qualifizierten sich die folgenden Mannschaften für die Saison 2012/13:
- aus der NRW-Liga: Rot Weiss Ahlen, Arminia Bielefeld II, TuS Dornberg, TuS Erndtebrück, Westfalia Herne, Westfalia Rhynern, SV Schermbeck
- aus der Westfalenliga Staffel 1: SC Roland Beckum, 1. FC Gievenbeck, FC Gütersloh 2000, Hammer SpVg, SV Lippstadt 08, SuS Neuenkirchen
- aus der Westfalenliga Staffel 2: TuS Ennepetal, SpVgg Erkenschwick, TuS Heven, TSG Sprockhövel, SG Wattenscheid 09

Der erste Meister der wieder eingeführten Oberliga wurde der Westfalenliga-Aufsteiger SV Lippstadt 08. Die Lippstädter stiegen – ebenso wie die zweitplatzierte SG Wattenscheid 09 – in die Regionalliga West auf. In der Saison 2013/14 spielte Arminia Bielefeld II eine überragende Saison und konnte sich bereits am fünftletzten Spieltag die Meisterschaft sichern. Allerdings durfte die Mannschaft nicht aufsteigen, da Arminias Erste aus der 2. Bundesliga abstieg und satzungsbedingt zweite Mannschaften von Drittligavereinen nicht in der Regionalliga spielen dürfen. Einziger Aufsteiger war der Emporkömmling SV Rödinghausen, der nach dem fünften Aufstieg in Folge den Sprung in die Regionalliga schaffte.
Der in der Saison 2014/15 ermittelte Meister wurde direkt für die Hauptrunde des DFB-Pokal 2015/16 und nicht mehr für den Westfalenpokal qualifiziert. Die Saison 2017/18 war überschattet von gleich drei Rückzügen von Mannschaften. Zunächst stellten der SC Hassel und der TSV Marl-Hüls während der Saison den Spielbetrieb ein. Im März 2018 kündigte Arminia Bielefeld noch an, seine zweite Mannschaft zum Saisonende aufzulösen.

## Vereine
Zwischen 1978 und 2008 haben 69 Mannschaften aus 64 Vereinen in der Oberliga Westfalen gespielt. Auf die meisten Spielzeiten kam der FC Gütersloh 2000, der inklusive des Vorgängers FC Gütersloh auf 24 von 30 Spielzeiten gekommen ist. Es folgen die zweite Mannschaft bzw. Amateure des VfL Bochum und die SpVgg Erkenschwick mit jeweils 20 Jahren. Die Vereine Rot Weiss Ahlen, Arminia Bielefeld, Sportfreunde Siegen und die SG Wattenscheid 09 waren jeweils mit der ersten und der zweiten Mannschaften in der Oberliga Westfalen vertreten. Eine Sonderstellung nimmt der SC Paderborn 07 ein. Dieser Verein war wie seine Stammvereine 1. FC Paderborn, TuS Schloß Neuhaus und TuS Paderborn-Neuhaus in der Oberliga Westfalen im Spielbetrieb. Unter allen vier Namen konnte der Club eine Meisterschaft gewinnen.
Zahlreiche Vereine konnten in ihrer Vereinsgeschichte auf Jahre in der ersten und zweiten Bundesliga zurückblicken. Von den Vereinen der Oberliga Westfalen spielten Arminia Bielefeld, Preußen Münster, SC Paderborn und die SG Wattenscheid 09 in der Bundesliga. Neben diesen vier Clubs waren Rot Weiss Ahlen (als LR Ahlen), die SpVgg Erkenschwick, der FC Gütersloh, der SC Herford, Westfalia Herne, Rot-Weiß Lüdenscheid, der TuS Schloß Neuhaus, die Sportfreunde Siegen, der DSC Wanne-Eickel in der 2. Bundesliga aktiv.
Neben diesen Traditionsvereinen spielten in der Oberliga Westfalen auch Vereinen aus kleinen Orten mit. Die kleinste „Oberligagemeinde“ ist Erndtebrück (TuS Erndtebrück) mit etwa 7000 Einwohnern. Weitere Städte und Gemeinden mit weniger als 20.000 Einwohnern, die einen Verein in der Oberliga Westfalen stellten, waren oder sind Lotte (Sportfreunde Lotte), Schermbeck (SV Schermbeck), Altena (VfB Altena), Reken (VfL Reken), Brakel (SpVg Brakel), Hövelhof (Hövelhofer SV), Rödinghausen (SV Rödinghausen), Holzwickede (SV Holzwickede & Holzwickeder SC), Finnentrop (SG Finnentrop/Bamenohl), Herzebrock-Clarholz (TSV Victoria Clarholz) und Neuenkirchen (SuS Neuenkirchen).
Seit der Wiederbelebung der Oberliga Westfalen im Jahr 2012 nahmen 47 verschiedene Vereine am Spielbetrieb teil.
Für die Spielzeit 2025/26 haben sich folgende Vereine sportlich qualifiziert:
- der Absteiger aus der Regionalliga West 2024/25 aus dem Gebiet Westfalen:
  -  Türkspor Dortmund (zog sich während der Regionalliga-Saison zurück; Teilnahme noch nicht bestätigt)
- die verbliebenen Mannschaften aus der Oberliga Westfalen 2024/25:
  -  ASC 09 Dortmund
  -  Westfalia Rhynern
  -  FC Eintracht Rheine
  -  SV Schermbeck
  -  SV Lippstadt 08
  -  SG Wattenscheid 09
  -  Preußen Münster II
  -  1. FC Gievenbeck
  -  SpVgg Vreden
  -  SC Verl II
  -  Rot Weiss Ahlen
  -  SG Finnentrop/Bamenohl
  -  TSV Victoria Clarholz
  -  TuS Ennepetal
  -  SpVgg Erkenschwick
- die Meister der beiden Staffeln der Westfalenliga 2024/25:
  -  TuS Hiltrup (Staffel 1)
  -  TSG Sprockhövel (Staffel 2)
- ein durch den Verband erneut für die Teilnahme zugelassener Teilnehmer:
  -  Arminia Bielefeld II (wurde als Oberligist nach der Saison 2017/18 abgemeldet)

## Meister und Aufsteiger
Rekordmeister der Oberliga Westfalen ist Preußen Münster mit fünf Meisterschaften. Den Preußen gelang allerdings nur zwei Mal der Aufstieg. Im Jahre 1989 setzten sich die Münsteraner in der Aufstiegsrunde zur 2. Bundesliga durch, während es 2008 zum direkten Aufstieg in die Regionalliga reichte. In den Jahren 1988, 1992 und 1993 scheiterten die Preußen in der Aufstiegsrunde zur 2. Bundesliga. Zweiterfolgreichster Verein ist der SC Paderborn 07 mit vier Meisterschaften. Die Vereine 1. FC Paderborn (Meister 1981) und TuS Schloß Neuhaus (Meister 1982) fusionierten 1985 zum TuS Paderborn-Neuhaus, der 1994 Meister wurde. Im Jahre 1997 wurde der TuS Paderborn-Neuhaus aufgelöst und die Fußballabteilung wurde als SC Paderborn 07 (Meister 2001) selbständig. Die zweite Mannschaft von Borussia Dortmund ist mit drei Meisterschaften dritterfolgreichster Verein. Arminia Bielefeld konnte als einziger Verein sowohl mit der ersten (1990) als auch mit der zweiten Mannschaft (2004, 2014) den Meistertitel feiern. Im Jahre 1996 schaffte der TuS Ahlen als erster Verein als Aufsteiger in die Oberliga Westfalen auf Anhieb Meister zu werden. In der Saison 2012/13, als allerdings nach der erneuten Umstrukturierung der Ligen besonders viele Aufsteiger in der Oberliga spielten, gelang dieses Meisterstück auch dem Aufsteiger SV Lippstadt 08. Im selben Jahr gelang auch der SG Wattenscheid 09 der Durchmarsch in die Regionalliga. 2013/14 war der SV Rödinghausen der vierte Aufsteiger, der den direkten Aufstieg in die Regionalliga schaffte.
Zwischen 1982 und 1994 spielten die Meister der Oberliga Westfalen zusammen mit den Meistern der Oberligen Nordrhein, Nord und Berlin sowie dem Vizemeister der Oberliga Nord um zwei Aufstiegsplätze in die 2. Bundesliga. Nur zweimal gelang es einem westfälischen Vertreter der Sprung nach oben. Als erstes schaffte dies der TuS Schloß Neuhaus 1982, bevor 1989 Preußen Münster der Aufstieg gelang. Pech hatten die Münsteraner im Jahre 1993. In der Aufstiegsrunde scheiterten die Preußen an Rot-Weiss Essen, denen während der Zweitligasaison 1993/94 die Lizenz wegen manipulierter Unterlagen im Lizenzierungsverfahren entzogen wurde.
Fünf Mal konnte eine Mannschaft das Double aus der Meisterschaft in der Oberliga Westfalen und dem Gewinn des Westfalenpokals erringen. Als erstes gelang der SpVgg Erkenschwick im Jahre 1987 das Double. Zweimal schaffte der SC Paderborn 07 das Double, 1994 als TuS Paderborn-Neuhaus und 2001 unter dem heutigen Namen. Weitere Doubles gingen 2007 an den SC Verl und 2008 an Preußen Münster.
Die folgende Tabelle zeigt die erfolgreichsten Mannschaften in der Geschichte der Oberliga Westfalen an. Die Mannschaften wurden nach der Anzahl der Meisterschaften sortiert. Bei gleicher Anzahl an Meisterschaften wurde als Nächstes nach der Anzahl der Vizemeisterschaften sortiert. Von Vorgängervereinen errungene Erfolge wurden den heutigen Vereinen zugeordnet.
| Rang | Verein                | Meisterschaften | Vizemeisterschaften |
| ---- | --------------------- | --------------- | ------------------- |
| 1    | Preußen Münster       | 5               | 2                   |
| 2    | SC Paderborn 07       | 4               | 4                   |
| 3    | Borussia Dortmund II  | 3               | 1                   |
| 4    | FC Schalke 04 II      | 2               | 6                   |
| 5    | SC Verl               | 2               | 4                   |
| 6    | FC Gütersloh (1978)   | 2               | 1                   |
| 7    | SC Eintracht Hamm     | 2               | 1                   |
| 8    | SpVgg Erkenschwick    | 2               | 1                   |
| 9    | Sportfreunde Siegen   | 2               | 1                   |
| 10   | Arminia Bielefeld II  | 2               | 0                   |
| 11   | TuS Erndtebrück       | 2               | 0                   |
| 12   | SV Lippstadt 08       | 2               | 0                   |
| 13   | VfL Bochum Amateure   | 1               | 3                   |
| 14   | SG Wattenscheid 09    | 1               | 2                   |
| 15   | Arminia Bielefeld     | 1               | 1                   |
| 16   | 1. FC Kaan-Marienborn | 1               | 1                   |
| 17   | ASC Schöppingen       | 1               | 1                   |
| 18   | TuS Ahlen             | 1               | 0                   |
| 19   | FC Gütersloh (2000)   | 1               | 0                   |
| 20   | SC Herford            | 1               | 0                   |
| 21   | VfB Hüls              | 1               | 0                   |
| 22   | Sportfreunde Lotte    | 1               | 0                   |
| 23   | SC Wiedenbrück        | 1               | 0                   |

Stand: Saison 2023/24

## Torschützenkönige
| Saison    | Spieler             | Verein                     | Tore |
| --------- | ------------------- | -------------------------- | ---- |
| 1978/79   | Johann Kriar        | TuS Schloß Neuhaus         | 31   |
| 1979/80   | Johann Kriar        | TuS Schloß Neuhaus         | 23   |
| 1980/81   |                     |                            |      |
| 1981/82   | Gisbert Paus        | FC Gütersloh               | 32   |
| 1982/83   | Wolfgang Pache      | 1. FC Paderborn            | 30   |
| 1983/84   | Norbert Dickel      | Sportfreunde Siegen        | 32   |
| 1984/85   | Ralf Regenbogen     | DSC Wanne-Eickel           | 25   |
| 1985/86   | Jörg Niedzwicki     | DJK Hellweg Lütgendortmund | 21   |
| 1986/87   | Dieter Götz         | SpVgg Erkenschwick         | 22   |
| 1987/88   | Ulrich Gäher        | Preußen Münster            | 27   |
| 1988/89   | Martin Driller      | TuS Paderborn-Neuhaus      | 22   |
| 1989/90   | Klaus Hardes        | TuS Paderborn-Neuhaus      | 18   |
| 1990/91   | Ludger Pickenäcker  | ASC Schöppingen            | 18   |
| 1991/92   | Uwe Westermann      | SC Verl                    | 19   |
| 1992/93   | Rainer Borgmeier    | FC Schalke 04 Amateure     | 16   |
| 1992/93   | Uwe Westermann      | SC Verl                    | 16   |
| 1993/94   | Rainer Borgmeier    | FC Schalke 04 Amateure     | 20   |
| 1994/95   |                     |                            |      |
| 1995/96   |                     |                            |      |
| 1996/97   |                     |                            |      |
| 1997/98   | Ahmet Karayildiz    | Borussia Dortmund II       | 21   |
| 1998/99   | Markus Klingen      | SV Lippstadt 08            | 19   |
| 1999/2000 | Lars Mettenbrink    | SC Herford                 | 25   |
| 2000/01   | Carsten Dunklau     | DJK TuS Hordel             | 30   |
| 2001/02   | Sergei Titarchuk    | FC Schalke 04 Amateure     | 19   |
| 2002/03   | Daniel Farke        | SV Lippstadt 08            | 28   |
| 2003/04   | Fatih Tastan        | LR Ahlen Amateure          | 21   |
| 2004/05   | Wojciech Pollok     | SV Lippstadt 08            | 22   |
| 2005/06   | Seyfullah Kalayci   | VfB Hüls                   | 24   |
| 2006/07   | Julian Lüttmann     | Sportfreunde Lotte         | 24   |
| 2007/08   | Samy El Nounou      | VfL Bochum II              | 26   |
| 2012/13   | Viktor Maier        | SV Lippstadt 08            | 30   |
| 2013/14   | Stefan Oerterer     | SpVgg Erkenschwick         | 33   |
| 2014/15   | Stefan Oerterer     | SpVgg Erkenschwick         | 30   |
| 2015/16   | Stefan Oerterer     | SpVgg Erkenschwick         | 23   |
| 2015/16   | Michael Smykacz     | TSV Marl-Hüls              | 23   |
| 2016/17   | Lennard Kleine      | Westfalia Rhynern          | 21   |
| 2017/18   | Stefan Oerterer     | TuS Haltern                | 24   |
| 2017/18   | Timo Scherping      | FC Eintracht Rheine        | 24   |
| 2018/19   | Timo Scherping      | FC Eintracht Rheine        | 20   |
| 2019/20   | Ron Berlinski       | RSV Meinerzhagen           | 13   |
| 2020/21   | Nicolas Ostenkötter | SpVgg Vreden               | 09   |
| 2021/22   | Hakan Sezer         | Westfalia Rhynern          | 30   |
| 2022/23   | Luca Steinfeldt     | Preußen Münster II         | 27   |
| 2023/24   | Luca Steinfeldt     | Preußen Münster II         | 25   |

## Rekorde
- Die höchsten Heimsiege

VfL Bochum Amateure – Hammer SpVg 10:0 (1998/99)
VfL Gevelsberg – Bünder SV 9:0 (1980/81)
DSC Wanne-Eickel – Lüner SV 9:0 (1981/82)
LR Ahlen II – Lüner SV 9:0 (2003/04)
Hammer SpVg – Arm. Bielefeld II 9:0 (2017/18)
TuS Schloß Neuhaus – SpVgg Emsdetten 05 9:1 (1979/80)
VfB Hüls – Hasper SV 9:1 (1998/99)
- Die höchsten Auswärtssiege

SpVg Brakel – Rot-Weiß Lüdenscheid 0:8 (1995/96)
SV Schermbeck – TuS Erndtebrück 0:8 (2012/13)
- Die torreichsten Spiele

DJK Hellweg Lütgendortmund – Sportfreunde Siegen 7:6 (1985/86)
FC Gütersloh 2000 – SpVgg Erkenschwick 5:8 (2013/14)
Borussia Dortmund Amateure – SC Verl 4:8 (1991/92)
- Die torreichsten Unentschieden

Germania Gladbeck – SV Schermbeck 5:5 (2007/08)
FC Eintracht Rheine – SpVgg Erkenschwick 5:5 (2013/14)
FC Gütersloh – TSG Sprockhövel 5:5 (2018/19)
- Die meisten Punkte in einer Spielzeit

Zweipunkteregel
TuS Schloß Neuhaus (59:21 Punkte, 1981/82, absoluter Rekord)
Preußen Münster (54:6 Punkte, 1987/88, relativer Rekord) Dreipunkteregel
FC Schalke 04 Amateure (86 Punkte in 34 Spielen, 2002/03, absoluter Rekord)
Arminia Bielefeld II (86 Punkte in 34 Spielen, 2013/14, absoluter Rekord)
Sportfreunde Siegen (76 Punkte in 30 Spielen, 2,53 Punkte pro Spiel, 1996/97, relativer Rekord)
- Die wenigsten Punkte in einer Spielzeit

Zweipunkteregel
1. FC Recklinghausen (6:54 Punkte, 1991/92)
Dreipunkteregel
Lüner SV (9 Punkte, 2003/04)
- Der treffsicherste Angriff

FC Schalke 04 Amateure (102 Tore, 2002/03)
- Die schlechteste Abwehr

FC Gohfeld (115 Gegentore, 1984/85)